# Älgsjöberget
Älgsjöberget är ett naturreservat i Hedemora kommun i Dalarnas län.
Området är naturskyddat sedan 2011 och är 40 hektar stort. Reservatet omfattar Älgsjöbergets sydsluttning och består av en barrblandskog med gran och tall.